# 我栄トーナメント
我栄トーナメントは、琉球ドラゴンプロレスリングの開催しているシングルのトーナメント戦である。

## 実績

### 2016年大会
Aブロック
- RYUKYU-DOGディンゴ※優勝
- ティーダーヒート
- ウルトラソーキ
- ヒージャーキッドマン

Bブロック
- 美ら海セイバー
- ハイビスカスみぃ
- 首里ジョー

### 2018年大会
Aブロック
- 美ら海セイバー
- ティーダーヒート※優勝
- ハイビスカスみぃ
- シークワーサー☆Z

Bブロック
- 首里ジョー
- ヒージャー・キッドマン
- RYUKYU-DUGディンゴ
- ポークたま子

Cブロック
- グルクンマスク

### 2019年大会
Aブロック
- 首里ジョー
- ハイビスカスみぃ

Bブロック
- ティーダーヒート
- クエルボ・ネグロ

Cブロック
- GOSAMARU※優勝
- 島童風太

Dブロック
- RYUKYU-DOGディンゴ
- グルクンマスク

Eブロック
- シークワーサー☆Z
- ポークたま子

Fブロック
- ウルトラソーキ
- ヒージャーキッドマン

Gブロック
- 美ら海セイバー
- 眞栄田ミサキ

### 2020年大会
Aブロック
- ヒージャーキッドマン
- グルクンマスク
- ハイビスカスみぃ
- エル・ゲレーロ・クエルボ

Bブロック
- ティーダーヒート
- 天願牛丸
- ウルトラソーキ※優勝
- 眞栄田ミサキ
- Cブロック
- GOSAMARU
- 美ら海セイバー

### 2021年大会
Aブロック
- 藤田ミノル※優勝[1]
- 首里ジョー

Bブロック
- ハイビスカスみぃ
- GOSAMARU

Cブロック
- グルクンマスク
- 眞栄田ミサキ

Dブロック
- 美ら海セイバー
- 織部克巳

Eブロック
- 入江茂弘（当初は、Pochi）
- U-T

### 2022年大会
出場選手
- グルクンマスク
- ハイビスカスみぃ
- 美ら海セイバー
- 首里ジョー
- ストロングマシーン・J[2]
- GOSAMARU
- ティーラン獅沙
- 吉田隆司※優勝

### 2023年大会
出場選手
- 首里ジョー
- TAMURA
- グルクンマスク
- 真栄田みさき
- K-JAX
- ハイビスカスみぃ
- GOSAMARU
- ティーラン獅沙※優勝
- ウルトラソーキ